# La Secta del trébol
 La Secta del Trébol  es una película en blanco y negro de Argentina dirigida por Mario Soffici sobre el guion de Tulio Demicheli y José Ramón Luna según el argumento de Tulio Demicheli que se estrenó el 21 de julio de 1948 y que tuvo como protagonistas a Pedro López Lagar, Santiago Gómez Cou, Amelita Vargas, Pascual Nacaratti y Alberto Terrones. El manejo de la cámara estuvo a cargo del futuro director de cine Aníbal Di Salvo.

## Sinopsis
Un escritor envuelto en un caso policial de brillantes pertenecientes a una secta china.

## Reparto
- Pedro López Lagar … Roberto Espinoza
- Santiago Gómez Cou … Rochette
- Amelita Vargas … Tamara
- Pascual Nacaratti … Johnson
- Alberto Terrones … Subcomisario Rojas
- José Ruzzo … Chino
- Néstor Deval … Lemos
- María Cristina
- Blanca del Prado … Sra. Rojas
- Cayetano Biondo … Li Tse
- Adolfo Linvel … Albert Kennedy
- Mario Baroffio … Hombre en avión
- Reynaldo Mompel … Policía 1
- Juan Pecci
- Martha Atoche … Dueña de pensión
- Fernando Labat … Policía 2

## Comentarios
Crítica la consideró “una farsa policial que se burla del género” y Manrupe y Portela escriben:

”De las películas de Soffici hechas por encargo. La mala actuación de López Lagar ensombrece lo que pudo ser una buena sátira de trama excéntrica. A favor, buenas escenas de violencia y un final lleno de acidez.”